# Силуан (Конев)
Архимандри́т Силуа́н (в миру Серге́й Васи́льевич Ко́нев; род. 4 октября 1965, Ленинград) — священнослужитель Русской православной церкви, архимандрит, избранный епископом Ржевским и Торопецким (Тверская митрополия). Настоятель Краснохолмского Свято-Николаевского архиерейского подворья города Красный Холм (2013—2025).

## Биография
Родился 4 октября 1965 года в Ленинграде. Крещён в младенчестве в Николо-Богоявленском морском соборе Ленинграда. В 1983 года окончил среднюю школу № 367 города Ленинграда. В 1983—1985 годы служил в мотострелковых войсках.
В 1985—1986 годы учился в Ленинградском кораблестроительном институте. В 1986—1988 годы учился на историческом факультете Ленинградского (Санкт-Петербургского) государственного университета.
В 1999—2000 годы работал сторожем в Свято-Троицком храме города Всеволожска Ленинградской области.
В 2000—2005 годы учился в Санкт-Петербургской духовной семинарии. Параллельно, в 2001—2004 годы — послушник Свято-Троицкой Александро-Невской лавры Санкт-Петербурга.
2 апреля 2004 годы в Александро-Невской лавре наместником обители архимандритом Назарием (Лавриненко) пострижен в монашество с именем Силуан в честь преподобного Силуана Афонского. 12 сентября 2004 года в Александро-Невской лавре митрополитом Санкт-Петербургским и Ладожским Владимиром (Котляровым) рукоположен в сан иеродиакона. 10 июля 2005 года в Казанском кафедральном соборе города Санкт-Петербурга архиепископом Тихвинским Константином (Горяновым) рукоположен в сан иеромонаха. В 2004—2010 годы — клирик Александро-Невской лавры. Исполнял различные послушания в Духовно-просветительском центре лавры, был заведующим библиотекой и экскурсоводом монастыря. В течение двух лет проводил кинолектории в Александро-Невской лавре — показывал фильмы по истории Церкви. А потом появилась возможность снять фильм о лавре. Иеромонах Силуан искал режиссёра, написал сценарий, помогал в съёмках. С этого момента началось его увлечение кино. Режиссером стал известный кинодокументалист Пётр Солдатёнков. Лента «Александро-Невская Лавра. XX век» вышла в свет в 2009 году.
В 2007 году восстановился на историческом факультете Санкт-Петербургского государственного университета, который закончил в 2011 году получив квалификацию специалиста и является специалистом по истории России с древнейших времен до XX века.
Затем иеромонах Силуан решил снять фильм о Краснохолмском Антониевом монастыре: «Началось с того, что я увидел фотографии монастыря. Кольнуло меня в сердце, стало обидно, что такой монастырь потерян для церкви, для русской культуры. <…> Я подумал, что хорошо, если бы получился фильм и об Антониевом монастыре. Потому что монастырь малоизвестный и в советское время, и сейчас. Вы знаете, когда я показывал эти фотографии писателю Михаилу Кураеву, он интуитивно выдохнул „Ах!“ — первое впечатление творческого человека от видов разрушенного монастыря. Наверное, у меня было похожее впечатление. Но цель была не просто снять кино, а помочь фильмом восстановлению обители». Приехала съёмочная группа. Снимали около двух лет. Три заезда в Красный Холм: летом, зимой, осенью. А когда съёмки кончились, иеромонах Силуан спросил себя: «И всё? Фильм сняли, я уеду, а здесь всё так и будет? <…> Я понимал, что Господь послал меня сюда, и если не я сейчас, то здесь, может, лет двадцать никого ещё не будет, а за двадцать лет все может разрушиться окончательно».
11 мая 2010 года согласно поданному прошению освобождён от должности клирика Александро-Невской лавры, отчислен из состава насельников обители и уволен за штат с правом перехода в клир Тверской епархии. В 2010—2013 годы — клирик Никольской кладбищенской церкви города Красный Холм Тверской области. С образованием 28 декабря 2011 года года Бежецкой епархии, стал её клириком. По переводу в Тверскую епархию иеромонах Силуан с двумя послушниками (один также из лавры, второй из Тихвинского монастыря) — начали служить в храме Зосимы и Савватия в соседней деревне Слобода. До их прихода здесь никто не служил на постоянной основе. В августе 2013 года назначен настоятелем созданного тогда же Краснохолмского Николаевского архиерейского подворья деревня Слобода Тверской области.
Силами прихожан очистили братский корпус от мусора, обрубили деревья на Вознесенском храме, сделали забор, сделали стенды, чтобы было понятно, что это за место. В начале его деятельности по восстановлению монастыря он столкнулся с скептицизмом местных жителей: «Общее настроение у людей не очень перспективное. Нет радости от своих дел. Поэтому и к восстановлению монастыря отношение пессимистическое. Живя в обстановке, когда особых перспектив для сельского хозяйства нет, колхозы умирают, люди думают: какой уж тут монастырь, зачем монастырь». Но иеромонах Силуан не сдавался. Он сновал и зарегистрировал Фонд восстановления монастыря. В мае 2014 года Антониев монастырь был передан Русской Православной Церкви. 14 октября 2015 года в Твери состоялся авторский показ документального фильма иеромонаха Силуана «Спас на Холму».
26 декабря 2013 года назначен председателем епархиального суда Бежецкой епархии. В 2013—2015 годы — руководитель отдела религиозного образования и катехизации Бежецкой епархии. 2 ноября 2015 года назначен древлехранителем Бежецкой епархии и ответственным по делам культуры в Бежецкой епархии.

### Архиерейское служение
24 июля 2025 года решением Священного синода Русской православной церкви избран епископом Ржевским и Торопецким (Тверская митрополия).
12 августа 2025 года в Воскресенском храме погоста Белая Молоковского муниципального округа Тверской области архиепископом Бежецким и Удомельским Каллистратом (Романенко) возведён в сан архимандрита.